# Ekoum
Ekoum est un village situé dans la région du Centre au Cameroun. Le village de Ekoum dépend du département du Nyong-et-Kéllé et de l'arrondissement (commune) de Bot-Makak. 

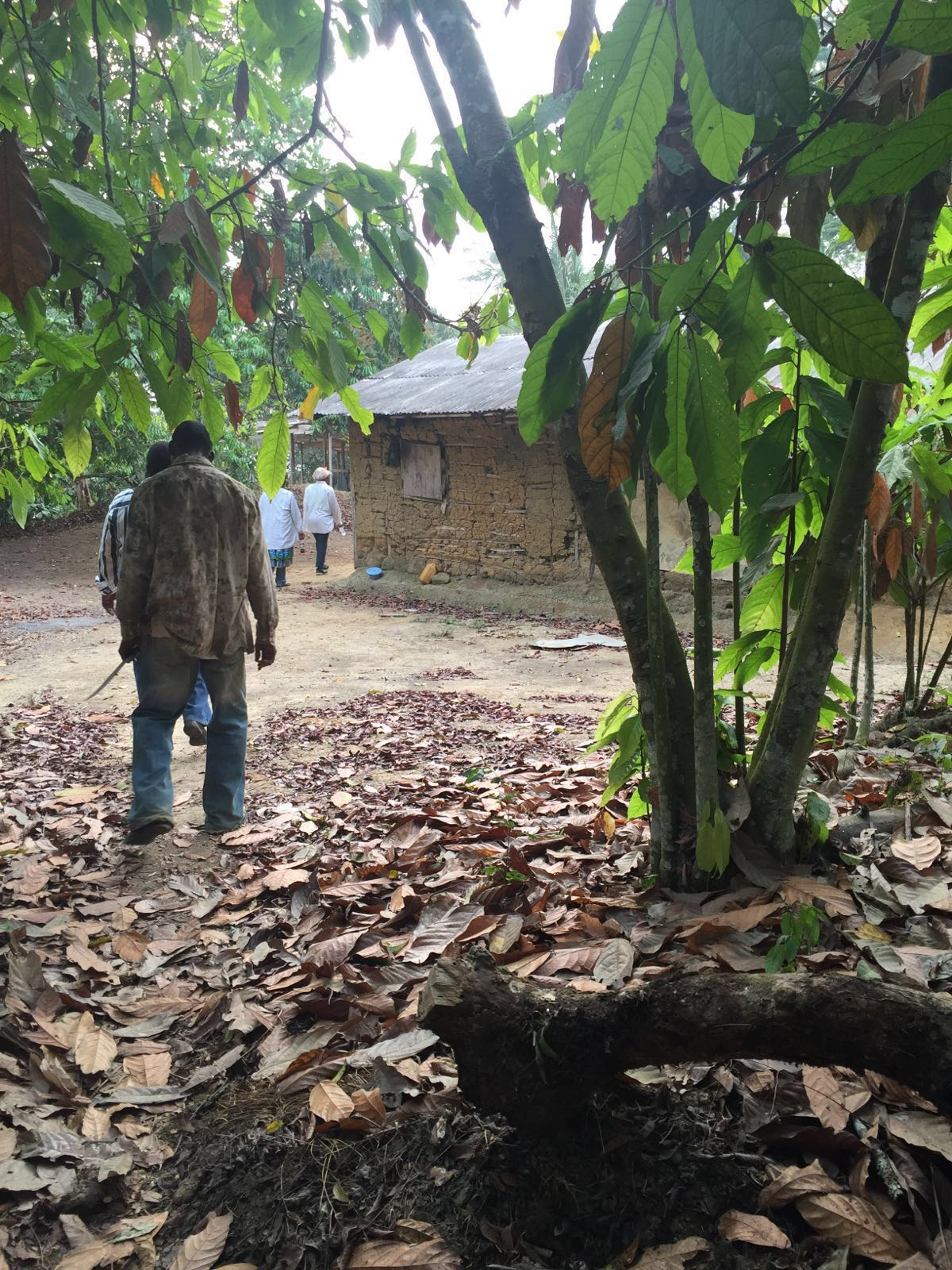
Exploitation agricole de Ekoum

## Climat
Ekoum a un climat tropical. Ekoum affiche 24 °C de température en moyenne sur toute l'année. Les précipitations annuelles sont de 1 841 mm avec une moyenne de 322 mm.

## Population et développement
Lors du recensement de 2005, le village comptait 173 habitants. 
À la mémoire du patriarche du village, Luc Réné Nkok, qui a soutenu l'accès à la sécurité alimentaire, au travail, à l'éducation et à la formation de toute la communauté, une association à but non lucratif dénommée Förderkreis Von Luc Réné Nkok met en œuvre des projets locaux de développement dans le domaine de l'eau et de l'assainissement, de l'éducation, de l'agriculture et de l'emploi. 

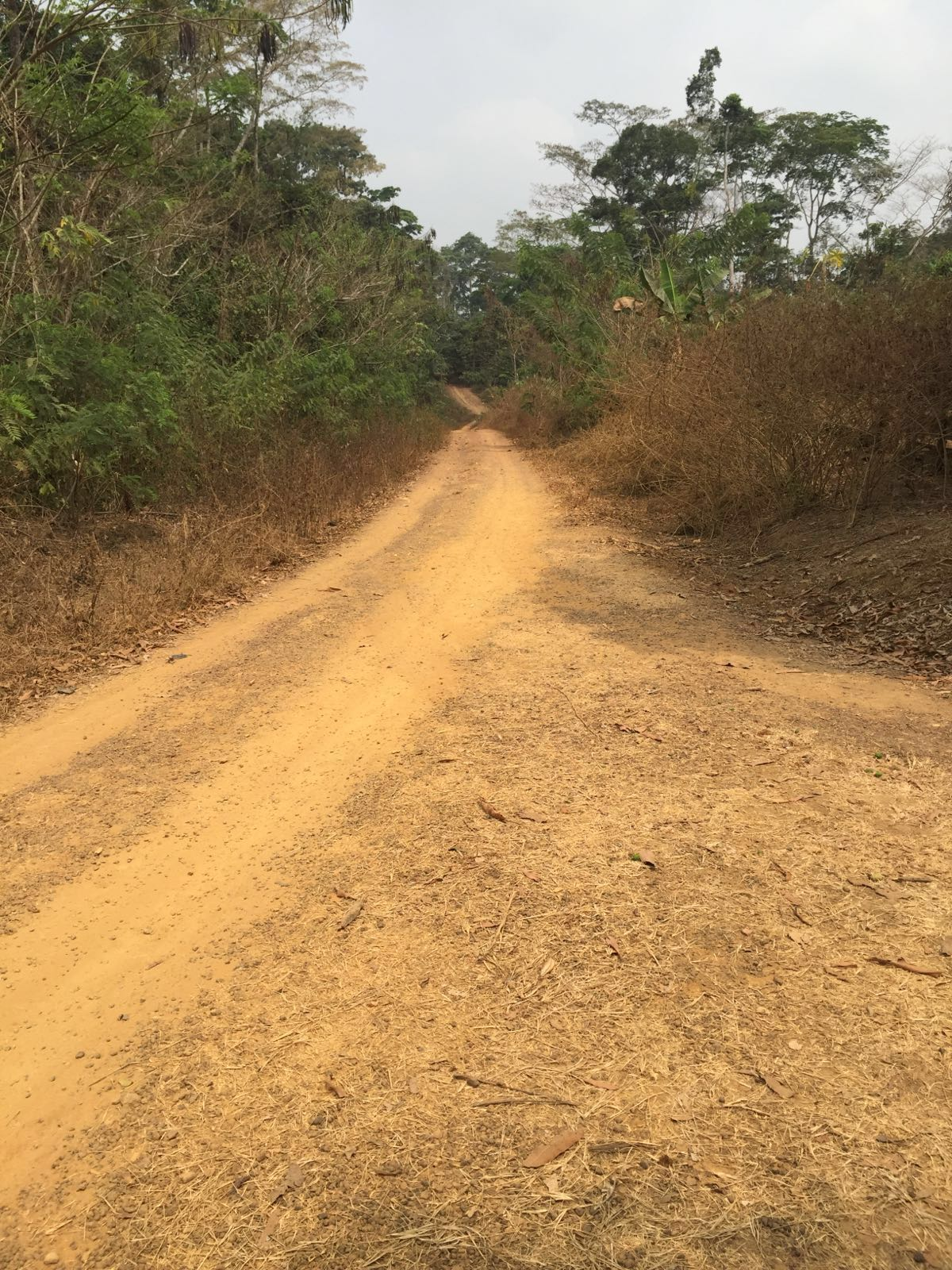
Route de Ekoum
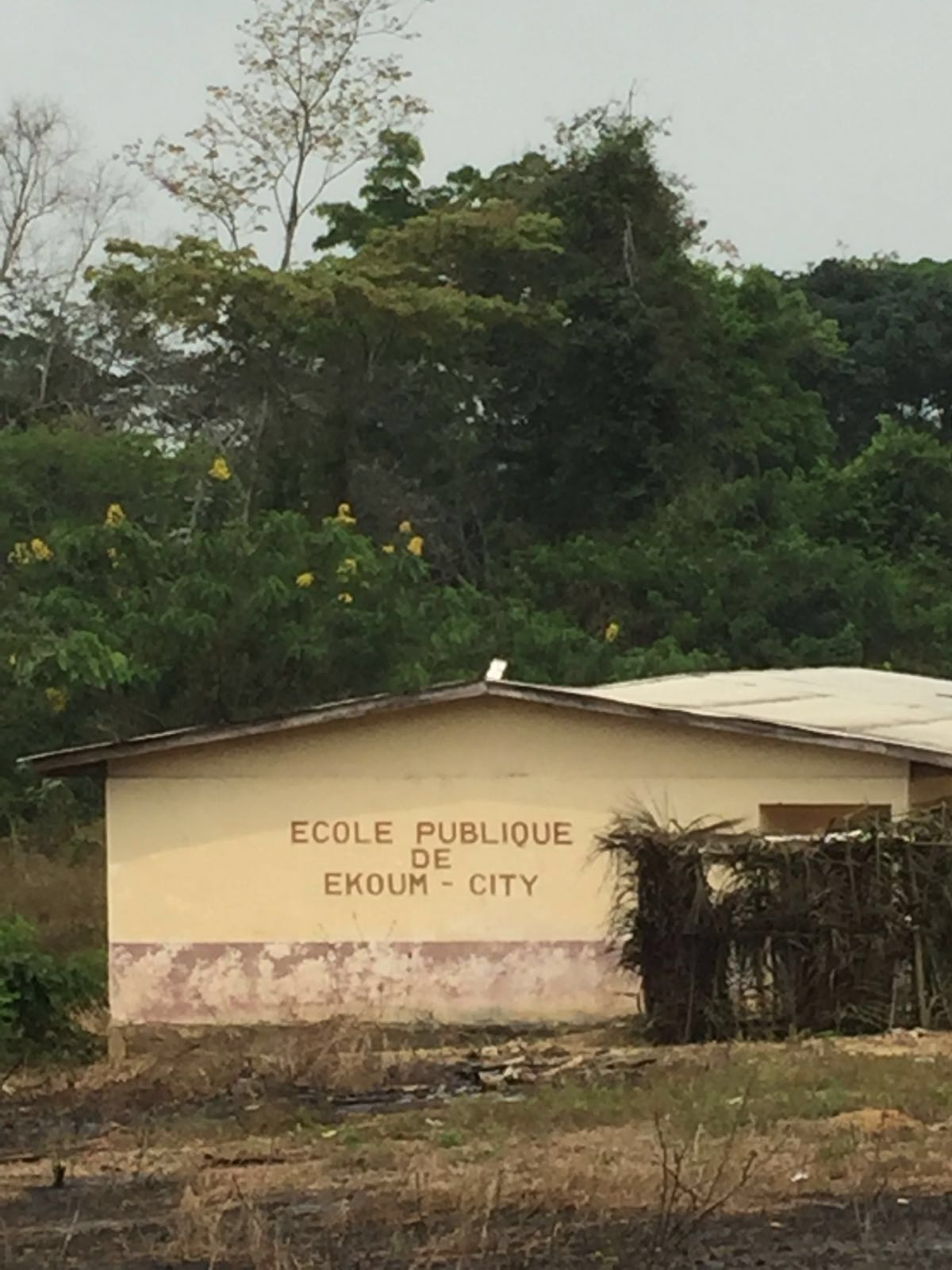
Ecole primaire de Ekoum
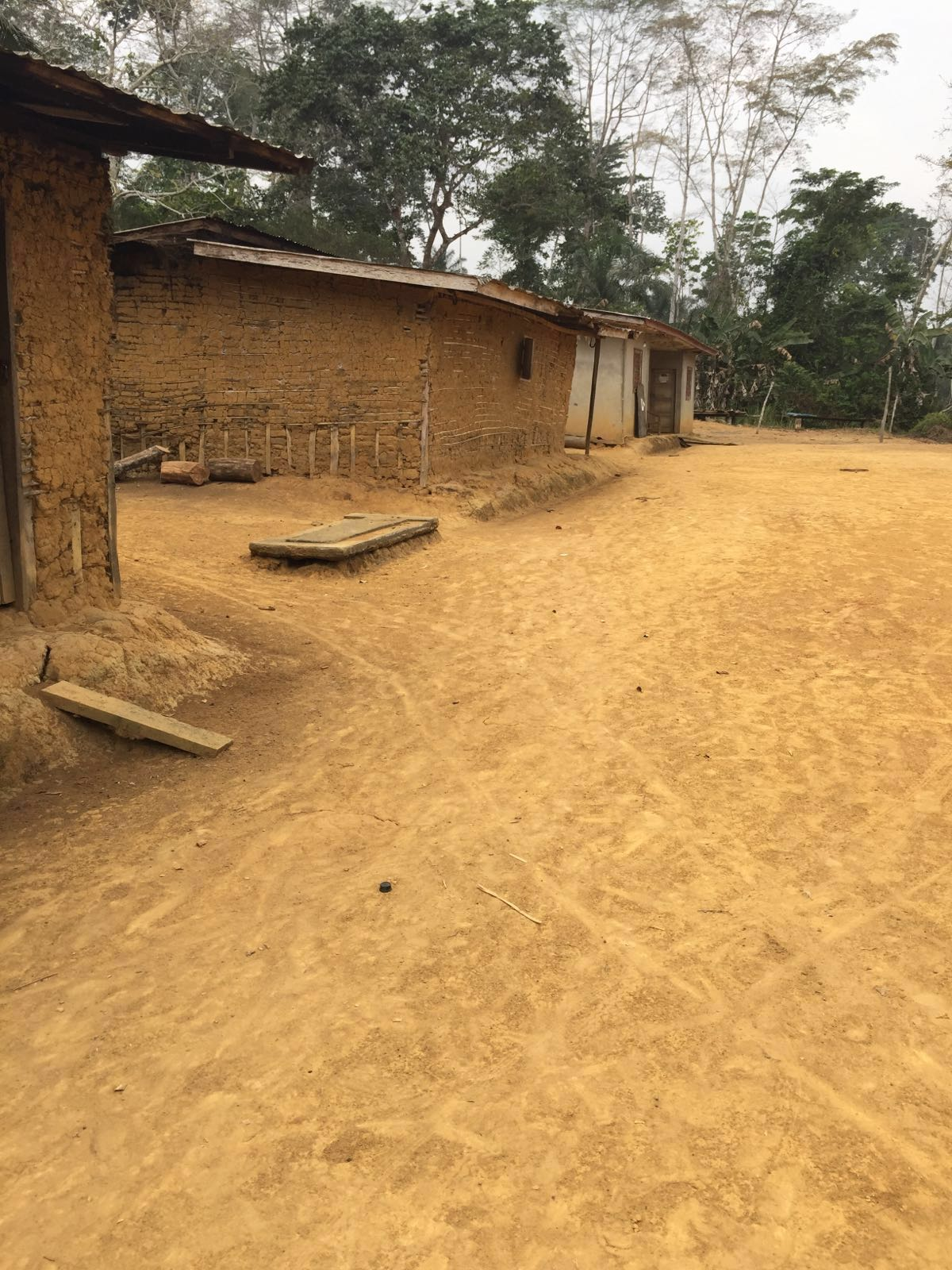
Village de Ekoum
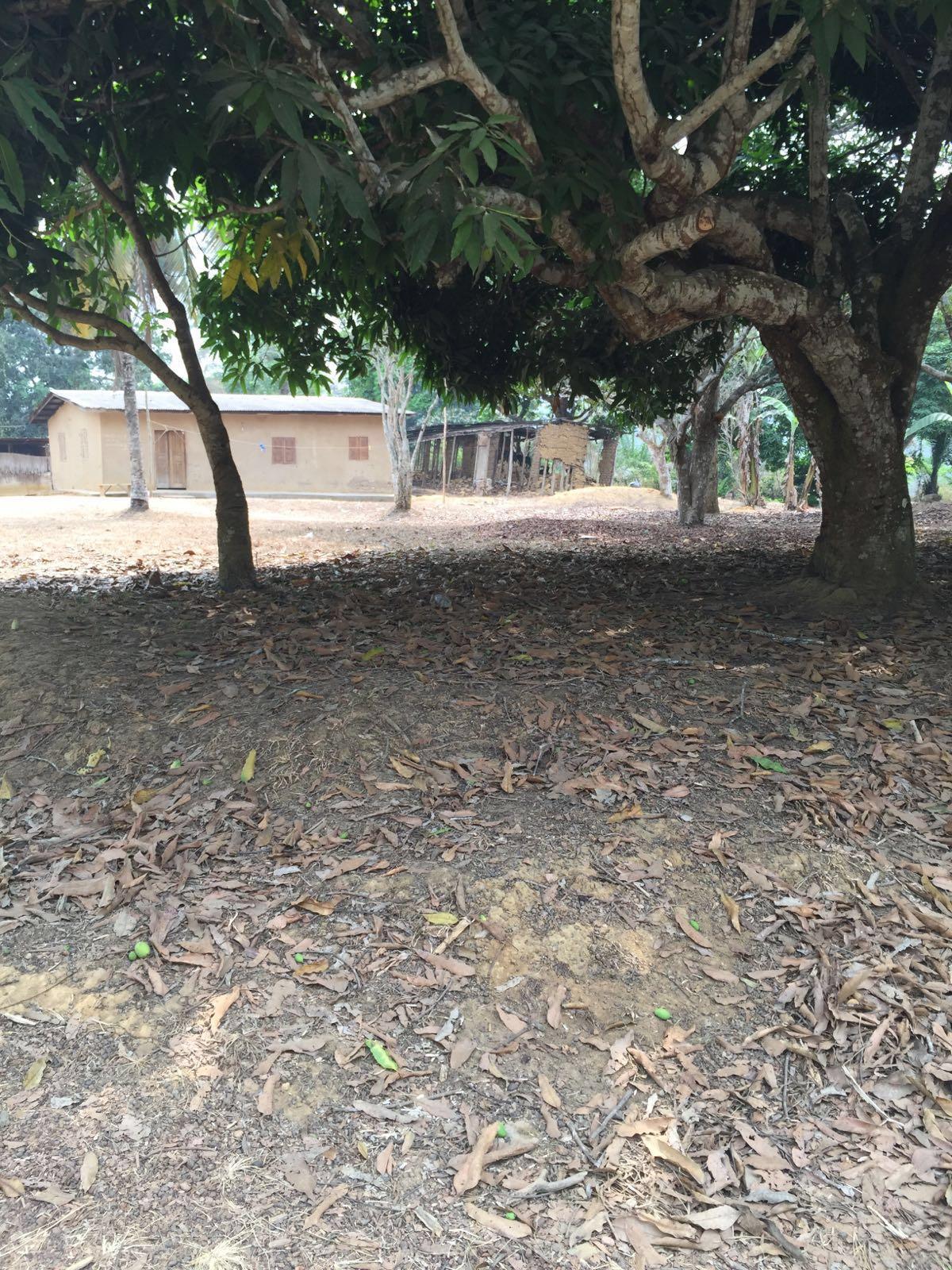
Manguier de Ekoum